# 김태진 (방송인)
{{모델 정보
|이름 = 김태진
|그림 = KIM TAEJIN2019.jpg
|출생일 = 1980년 8월 30일(44세)
|출생지 = 대한민국 서울특별시 
|직업 = 방송인
|배우자 = 유세인
|자녀 = 딸 김율리
|활동기간 = 2001년 ~ 현재
|학력 = 서경대학교 연극영상학부
김태진(1980년 8월 30일 ~ )은 대한민국의 방송인이다.

## 이력
2001년 600대1의 경쟁률을 뚫고 음악채널 Mnet 공채9기 VJ로 정식 데뷔하였다. 데뷔동기로는 장영란, 오지은 등 2003년에는 ebs 생방송 톡톡 보니하니의 진행자로 발탁되어 1대 보니로 활동한 바 있다.
2018년에는 퀴즈 어플 잼라이브의 진행자로 활동하였다.

## 학력
- 이화여자대학교 사범대학 부속초등학교 (졸업)
- 신사중학교 (졸업)
- 현대고등학교 (졸업)
- 서경대학교 연극영상학과 (중퇴)

## 출연작

### 방송
- SBS 《잘먹고 잘사는 법》 (2002년 ~ 2006년)
- EBS 《생방송 톡톡 보니하니》(2003년 ~ 2004년) 1대보니
- KBS2 《와우! 화제와 현장》(2007년)
- KBS2 《연예가중계》(2003년 3월 ~ 2019년 11월)
- 한국경제TV 《여의도 24시, 증시포차》
- KBS2 《생방송 스타매거진》
- SBS CNBC 《건강플러스》
- 한국직업방송 《잡매거진》
- 사이언스TV 《퀴즈쇼! 마이크로의 세계》
- KBS1 《가족오락관》
- KBS1 《여성공감》
- TBS 《생방송 볼륨업 차차차》
- KBS웹예능 《어썸 라이브》
- KBS2 《연중 라이브》
- TBS 《퀴즈탐험 시사의 세계》[1]

### 드라마
- tvN 《청춘기록》 (2020년) - OVN 프로연애 리포터 역 (특별출연)